# The Mist of Avalon
Albums de Alan Stivell
Harpes du Nouvel Âge
(1985) Again
(1993)
The Mist of Avalon (« La Brume d'Avalon ») est le seizième album original d'Alan Stivell et son treizième album studio, paru en 1991. C'est le premier CD de l'artiste, sorti chez sa nouvelle maison de disques Dreyfus. C'est aussi la première fois que la production est électronique, en MAO puis dans le studio de Kate Bush. Les chansons sont dédiées au cycle arthurien, accompagnées par des mélodies celtiques aux accents pop rock.

## Démarche culturelle et artistique

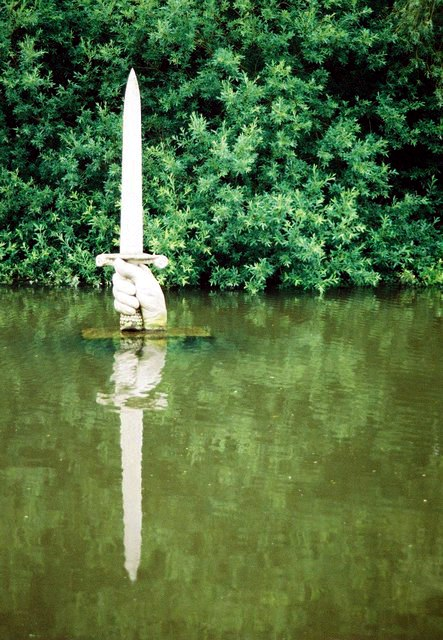
L'épée Excalibur sert d'illustration à la pochette du CD.

The Mist of Avalon est un nouvel album-concept, présentant « l'épopée arthurienne », de l'enlèvement du chevalier Lancelot du Lac à sa naissance en Loire par la Dame du Lac jusqu'à la conduite par la fée Morgane du roi Arthur sur l'île d'Avalon, mortellement blessé lors de la bataille de Camlann. Cet album fait aussi référence aux livres de l'autrice américaine Marion Zimmer Bradley (1930-1999), qui a écrit Les Dames du lac et The Mists of Avalon. Son Cycle d'Avalon est une réécriture de la légende arthurienne du point de vue féminin – en l'occurrence de la fée Morgane et de la reine Guenièvre. Le thème déborde ensuite de ce cadre, puisque la série recouvre l'histoire de la Bretagne depuis la conquête romaine, et même depuis la mythique submersion de l'Atlantide.
Fruit d'un travail commencé en 1985-1986, après la Symphonie celtique : Tír na nÓg, Alan Stivell y fait l'expérience de la musique assistée par ordinateur. La réalisation débute en 1990, après la rencontre organisée par Tchalaï Hunger (collaboratrice de John Boorman sur le film Excalibur) entre Alan Stivell et le producteur Gervay Brio, guitariste du groupe Quest, chargé de la préproduction électronique et des arrangements qui durent un an, sous le regard de Franz Auffray, cousin d'Hugues Aufray, directeur artistique de la maison de disque Dreyfus. Une semaine après une série de concerts aux États-Unis (Boston, Washington, New York), Alan Stivell  part seul en studio à Londres en compagnie du frère de Kate Bush et du guitariste David Gilmour de Pink Floyd, qui s'inspirent des maquettes réalisées par Gervay Brio.
La plupart de l'album fait penser à sa chanson Brocéliande (1970) qui évoquait déjà ces légendes. En effet, la douceur et le côté enchanteur se retrouvent dans des chansons comme La dame du lac ou Olwen. On trouve par ailleurs des emprunts au célèbre barde Taliesin, au Mabinogion et à l’incontournable Barzaz Breiz. La plupart des chants sont aussi rythmées, avec un son de batterie typé années 1980, surtout pour la deuxième partie. La musique se fait très rock, comme sur Le Chant de Taliesin – avec un texte en britton qui s'est transmis à l'oral depuis le Moyen Âge – ou à travers la structure rythmique originale de Strink ar Graal, à laquelle Francis Lalanne a ajouté sa pâte textuellement parlant. Lalanne déclare, lors d'un concert à Toulouse en octobre 2001, à propos de son ami breton : « le barde qui, comme les clebs, entend les ultrasons ! ».

## Parutions et réception
Les Disques Dreyfus diffusent l'album en version CD et en 33 tours en Italie. The Mist of Avalon, paru en juillet 1991, est remastérise en 2007 par Harmonia Mundi qui le réédite en novembre. Le 1er février 1992, l'album est nommé aux Victoires de la musique dans la catégorie « Album de musique traditionnelle de l'année ».
The Mist of Avalon était très attendu après six années d'absence discographique. Il donne naissance à une œuvre complètement différente du précédent album ; une nouvelle spirale. Pour le journal Le Monde, « The Mist of Avalon est un bel album en seize titres soignés, déployés, mélodiques. ». Sur le site AllMusic, Bruce Eder revient sur le genre fusion et récent de l'album : « Il s'agit essentiellement d'un album rock progressif (il aurait même pu en être le concepteur s'il l'avait fait au début des années 1970), avec des passages axés sur les claviers électroniques et un groupe rock complet partageant l'espace avec les harpes de Stivell, des cornemuses et des tin whistles. »
« L'épée de l'âge d'or retrouvée va réunir enfin les deux âmes brisées de la même lame et le peuple breton va recouvrer l'unité de Keltia, le grand rêve d'Arthur enfin réalisé, la Cité de la Paix. »
Il est chroniqué ainsi dans le magazine ArMen de juin 1993 : « Enregistré dans le studio ultra-moderne de la rock-star anglaise Kate Bush, en compagnie d'une pléiade de musiciens irlandais, cet album truffé de subtiles trouvailles technologiques, est constitué d'arrangements de mélodies celtiques, d'un texte du Barzaz Breiz, et de chansons personnelles. Les seize titres du disque offrent une écoute contrastée où les morceaux résolument musclés, tels que le "Chant de Taliesin" ou "La blessure d'Arthur", renouent avec le Stivell de la période électrique, à la fin des années 1970. Finalement, le charme de The mist of Avalon opère avec bonheur, même si les philtres utilisés manquent parfois de cette indicible grâce sans laquelle l'amour ne devient jamais passion. »
Aux États-Unis, il est chroniqué par Patrice Cardenas dans le Folk Harp Journal : « C'est l'un des projets les plus ambitieux de Stivell sur la base de la légende arthurienne et sur les écrits de fantasy de Marion Zimmer Bradley. Les morceaux sont tous originaux avec des éléments traditionnels celtiques fournissant un cadre pour les arrangements complexes. De nouveau, comme sur sa Symphonie Celtique, il a réuni un véritable orchestre symphonique de musiciens celtiques pour fournir le soutien de claviers, tambours, chants, etc. […] Musique fascinante et satisfaisante. Quant à savoir s'il est vraiment à la hauteur de la légende arthurienne ou les livres de Bradley, je vous laisse le soin de décider. Écoutez ! Lisez ! Profitez ! ».

## Caractéristiques artistiques

### Analyse musicale
L'album plane sur une tonalité pop celtique universelle, avec ses chansons chantées souvent en anglais et ses mélodies accrocheuses, souvent issues de thèmes bretons ou irlandais et parfois écossais ou gallois. Il exprime les légendes à la fois de manière authentique – jusqu'à chanter dans la langue parlée du temps d'Arthur pour évoquer le barde Taliesin – et très moderne, du rock presque metal à l’électro. Sur beaucoup de morceaux les chœurs sont très présents - en invitant même son fils et l'école Diwan -, où alors il fait appel aux voix féminines, pour embellir les chansons : « La danse d'Avalon commence par une belle Dame du Lac, sauvée des pompes par des choristes talentueuses, les sœurs Goadec ».
Les quelques instrumentaux sont eux aussi évocateurs : Morgan avec ses envolées au tin whistle, La Blessure d'Arthur – qui reflète dans son titre la connotation dramatique – avec ses couleurs orientales et Camaalot – dont le thème est repris par The Return à la fin – avec son côté "lumineux", presque royal, qui évoque bien les chevaliers tranquilles au château, avec des apparitions d'Arthur, le glorieux roi. Le titre Gaelic Tribes Gathering rappelle les premiers rapprochements de Stivell entre musique électrifiée et traditionnelle (Pop Plinn pour la danse répétitive de transe et Ian Morrisson Reel pour la cornemuse) avec un premier rapprochement ici vers les sonorités electro : « Tout au long de ce jeu labyrinthique dans l'espoir national, la tentation des effets éthérés effleure sans jamais triompher, tant l'esprit "rock and folk" n'a pas quitté Stivell, musicien et interprète dont l'originalité ne fait plus aucun doute, et qui, tout compte fait, aime profondément la chanson. ».

### Description des morceaux

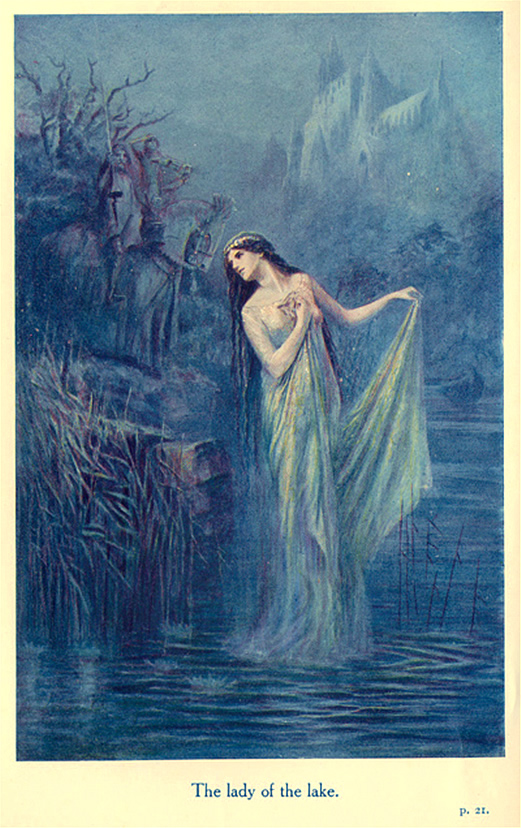
La Fée Viviane, « Dame du Lac » qui a enlevé Lancelot à sa mère.

La Dame du LacChanson dont les paroles en anglais ont été écrites par le frère de Kate Bush, John Carder Bush, et la musique par Stivell et Jean-Noël Chaléat (compositeur connu pour sa participation au Manureva d'Alain Chamfort ou aux chansons de Françoise Hardy). Selon Alan Stivell, Kate Bush devait participer à ce titre (une maquette réalisée par Gervay Brio fut d'ailleurs enregistrée et utilisée), mais la maison de disques de la chanteuse a tardé à donner l'autorisation. Le texte oppose le lac de la Dame (la liberté, le cœur, l'âme) aux fausses valeurs (de la vie moderne, de la guerre, des religions ou de l'argent). Alan Stivell insère ses propres vers rédigés en breton sur la mélodie inspirée d'un passage de la chanson Ar Sorserez (« La Sorcière ») chantée par les sœurs Goadec, pour donner naissance à « une mélopée qui aurait pu être chantée telle quelle aux temps arthuriens ». La chanteuse britannique Polly Bolton – qui était devenue professionnelle en 1970 avec un groupe folk rock – y dialogue avec Stivell, tandis que l'on entend le vent frémir et la harpe jouer.
MorganArrangement d'un traditionnel irlandais d'Ó Riada, qui évoque la demi-sœur du roi Arthur, où prédomine la flûte irlandaise sur une nappe de synthé appuyée par des percussions.
Camaalot (Hymn I)Composition de Stivell qui présente le tableau du lieu mythique Camelot, celui du château et de la ville d'Arthur.
Guenièvre (« La Reine »)Paroles une nouvelle fois signées par John Calder Bush et la musique par Stivell et Jean-Noël Chaléat, inspirée d'un air traditionnel breton, avec la présence à la batterie de Charlie Morgan, batteur d'Elton John. La chanson interprétée par Stivell (accompagné par des chœurs très présents) dit avec subtilité l'attraction que suscite cette Dame sur les hommes – Lancelot du Lac en particulier. Elle assimile aussi Guenièvre à une fée, avec ce passage dit en breton : « Quand Guenièvre marche dans la forêt / Toutes les fleurs, toutes, s'ouvrent / Tous ses pouvoirs, tous, éclosent. »
Le Chant de TaliesinStivell précise qu'il s'agit d'« une reprise d'un poème écrit dans la langue parlée par les contemporains d'Arthur, c'est-à-dire du britton, pas encore séparé en breton, gallois, cornique, encore une langue divisée en dialectes. En l'occurrence, il s'agit de celui parlé notamment en Cumbria (nord-ouest de l'Angleterre, sud-ouest de l'Écosse). » Taliesin est un poète gallois du VIe siècle, que le poète Tennyson (1809-1892) a incorporé à la légende arthurienne pour en faire un « prince des bardes, des prophètes et des druides de l'Occident ». Quant au Livre de Taliesin, c'est un manuscrit contenant des poèmes considérés comme parmi les plus anciens en gallois, dont une douzaine pourrait être attribuée à Taliesin ; il inspira en 1968 un album au groupe Deep Purple. Dans le texte choisi par Alan Stivell, le refrain est traduit en gallois contemporain par son ami chanteur Tom Morris ; le barde décrit la bataille de Catreath (peut-être à Catterick). Celle-ci est connue par le texte d'Aneirin, autre barde : son épopée Gododdin (dans le royaume Gododdin), connue chez les Saxons sous le nom de Deg sastan (603), célèbre en 900 vers les Bretons tombés à la bataille de Catraeth. C'est d'ailleurs le plus ancien vestige littéraire de cette époque. La chanson de Stivell est un vrai rock guerrier, ouvert par un cri – avec notamment batterie, violon, bombarde et guitare électrique ; il dit la violence de la bataille et le courage des combattants, soudés à leur chef Irien, « maître de la bataille et du bétail ». « Ce Britton sonne comme l'éclat des épées, c'est assez violent. Peut-être qu'une version live aurait été carrément death-metal (?) » note l'artiste sur son forum.
La Blessure d'ArthurMorceau inspirée par une musique galloise qui aurait été composée au Ve siècle, agrémenté de sonorités orientales. On ne sait s'il s'agit ici du coup asséné à son père par Medrawt (nom gallois de Mordred).
Le Val sans retourChanson en breton inspirée par le Val sans retour en forêt de Brocéliande, écrite par Alan Stivell. Dans la musique, composée par lui et Chaleat, d'après un air traditionnel breton, se répondent la voix du chanteur et son écho, la harpe et les flûtes, le clavier, la guitare de Patrick Tison (musicien de Jean-Jacques Goldman, Céline Dion ou Joe Cocker) et surtout – par « correspondance » – la chorale de l'école Diwan de Saint-Brieuc (avec son fils Gwenvael). Ce sont les voix cristallines qui disent avec Stivell le lieu magique où Morgane enfermait les amants infidèles, mais où elle échoua à retenir Lancelot, le dernier lieu, aussi, habité par Merlin.
BelentonComposition à la harpe de Stivell, la voix du chanteur mêlant son chant aigu aux notes de l'instrument qui évoquent à la fois l'eau vive s'écoutant de la fontaine magique et le temps qui passe inexorablement. 

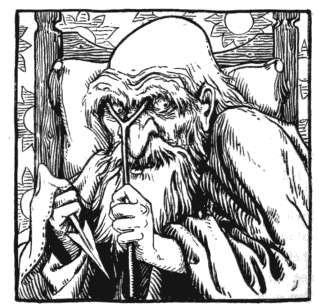
Illustration issue du conte de fée The Wooing of Olwen (1892)

OlwenChanson inspirée par le conte écrit en moyen gallois Kulhwch et Olwen, qui appartient à la même collection que les Mabinogion, quatre récits médiévaux de la fin du XIIIe siècle et début du XIVe. Il raconte les nombreux exploits que doit accomplir Kulhwch pour conquérir Olwen (« trace blanche »), la fille d'Yspaddaden, le chef des géants. Mais celui-ci fait tout pour empêcher la réussite du prétendant, car il sait que si elle advient, il perdra la vie au moment du mariage. Kulwch – avec l'aide du roi Arthur – triomphe pourtant de toutes les épreuves et son beau-père a la tête tranchée. Stivell se souvient sans doute qu'ici l'un des défis de Kulwch fut de demander à Teirtu sa harpe magique, celle qui joue de la musique toute seule. Le texte breton chanté par Alan Stivell et la choriste est l'un des plus anciens dans cette langue, la musique fut écrite par Calum Kennedy, chanteur écossais, pour une chanson intitulée Oran na Caiora.
Questcomposition d'Alan Stivell dédiée au sonneur disparu Yann Drenneuc, Plume de Paon 1967 au concours biniou Koz à Quimper avec Jean-Pierre Ellien – année où Alan Stivell triomphait avec Youenn Sicard dans le concours Braz. Le titre dit à la fois la recherche du Graal et le goût de Stivell pour le voyage initiatique. Les instruments folks et plus contemporains s'y rejoignent pour un appel à la danse comme ceux interprétés au concours de Quimper à la fin des années 1960 ; une musique vers les sphères en hommage au musicien disparu, arrangée par Gervay Brio originellement leader du groupe Quest et de l'opération "Stivell & Quest" 1990.
An Advod (« S'assembler à nouveau »)chanson qui laisse la part belle aux chœurs féminins, même si on devine la voix d'Alan Stivell, accompagnant le jeu vif de la harpe et des autres instruments, notamment électroniques.
Horses on the Hill (« Les chevaux sur la colline »)Chanson inspirée par « La Marche d'Arthur », texte breton qui figure dans le Barzaz Breiz ; Stivell y mêle des paroles en anglais à celles en breton. Hersart de La Villemarqué assure que cette Bale Arzur – en dialecte de Cornouaille – était chantée par les chouans partant combattre leurs ennemis bleus. Stivell reprend le passage où au matin, le fils du guerrier dit apercevoir un matin : « Des cavaliers au sommet de la montagne ! Des cavaliers qui passent montés sur des coursiers gris qui reniflent de froid ! Rangs serrés six par six ; rang serrés deux par deux, suivant les drapeaux que balance le vent de la mort... ». Entendant cela, le père rétorque : « Si c'est Arthur, vite à nos arcs et à nos flèches vives ! Et en avant la suite ». La mélodie (Donatien Laurent est l'auteur d'une moitié de la mélodie, An Enez c'hlas), l'orchestration de Stivell et Gervay Brio, la batterie de Mike Bedford, comme la basse de Marcus Cliffe et la guitare de Kevin Dempsey sont particulièrement adaptées aux paroles et au thème ; la chanson est très évocatrice, quasi cinématographique, jusqu'au finale exposé au vent de la colline.
Strink ar Graal (« Jaillissement du Graal »)Chanson, en français et en breton, qui est l'apparition de la coupe spirituelle et sacrée représentant l'aboutissement de la quête pour sortir de l'horreur et de l'erreur : « la raison et le cœur repoussent les rancœurs et feront résonner l'Univers […] la grande mutation, la grande émotion, la grande mue ». L'idée de la chanson, dont les couplets sont en binaire et les refrains en ternaire, est attribuée à Francis Lalanne ; chœurs et guitare électrique lui donnent de la force et elle apparaît comme l'une des plus rock du disque. 

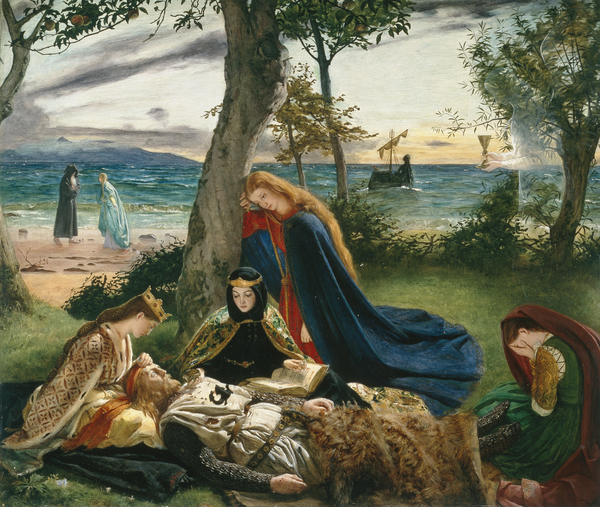
Mort du roi Arthur sur l'île mystérieuse d'Avalon, entouré notamment par Morgane.

From Avallac'hArrangement d'un pìobaireachd appelé Marc Kintosh Lament, chanté par Stivell et les chœurs, associant la cornemuse à la guitare électrique pour en faire une complainte mélancolique et énergique. Avalon est l'île mythique où fut forgée Excalibur, l'île de Morgane où fut conduit Arthur après sa dernière bataille. En Bretagne, elle est située à Pleumeur-Bodou.
Gaelic Tribes Gathering (« Rassemblement des tribus Gaéliques »)Création entre électro et traditionnel (pipe band), dans l'esprit créatif et novateur de Pop Plinn, adapté cette fois aux années 1990, en gardant l'esprit de transe par la danse.
The Return (Hymn II)Chanson écrite et composée par Stivell, en breton et anglais, à l'exception d'une citation d'un air traditionnel irlandais (Aréir is Mé go hUaigneach). Elle prône le retour aux origines à travers Avalon et la réunion des terres (les 2 Bretagnes terres de littoral) en utilisant le symbole des deux épées séparées (Excalibur, Kaledvoul'ch en breton) affirmant, en conclusion, le besoin de reconnaissance d'une culture et la nécessité de l'unité retrouvée pour toujours (Unanet da viken). Son chant est accompagné par la présence accentuée des chœurs et du piano, avec quelques solos de guitare et de violon.

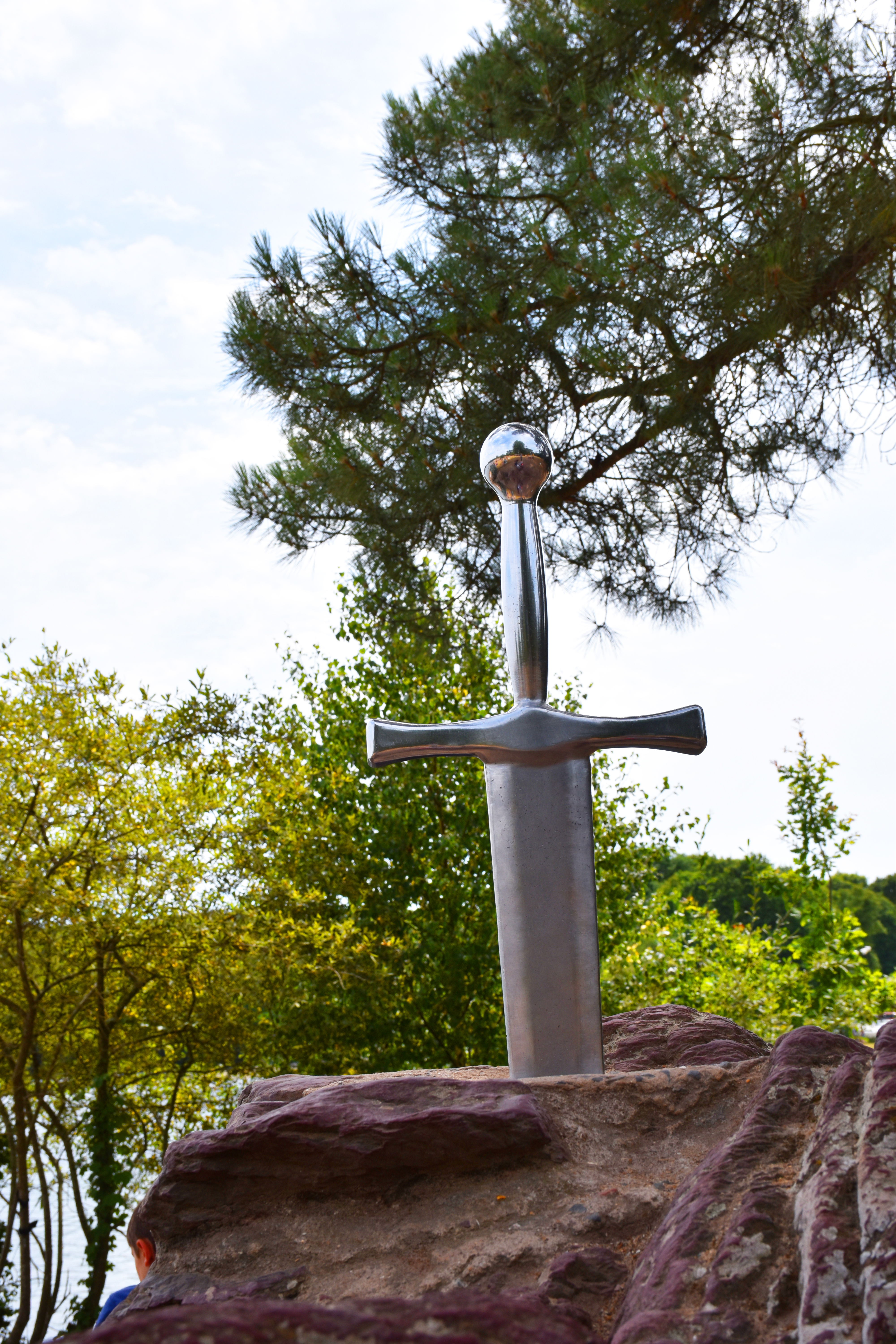
Epée d'Excalibur au Lac de Trémelin en Brocéliande

### Pochette et disque
La pochette du CD présente en haut la mer et en dessous une harpe surexposée en blanc sur les « Brumes d'Avalon ». À gauche une photo de Stivell à la harpe et au chant. La réédition reprend une gravure de Carmelo de la Pinta, un artiste qui soutient le Centre de l'imaginaire arthurien. L'illustration de couleur Glaz (bleu-vert) est un rappel du mythe arthurien et des livres de Marion Zimmer Bradley (Les Dames du lac, The Mists of Avalon).

## Fiche technique

### Liste des morceaux
| 1.    | La Dame du lac          | John Carder Bush                                                      | Alan Stivell, Jean-Noël Chaléat              | 4:31 |
| 2.    | Morgan                  |                                                                       | trad. irlandais, arr. A. Stivell             | 2:27 |
| 3.    | Camaalot (Hymn I)       |                                                                       | A. Stivell, Jean-Noël Chaléat                | 3:24 |
| 4.    | Guenievre               | John Calder Bush                                                      | A. Stivell, Jean-Noël Chaléat                | 4:31 |
| 5.    | Le chant de Taliesin    | domaine public, Tom Morrys                                            | A. Stivell                                   | 3:01 |
| 6.    | La blessure d'Arthur    |                                                                       | A. Stivell                                   | 2:04 |
| 7.    | Le val sans retour      | A. Stivell                                                            | A. Stivell, Jean-Noël Chaléat                | 3:48 |
| 8.    | Belenton                | A. Stivell                                                            | A. Stivell                                   | 2:47 |
| 9.    | Olwen                   | domaine public                                                        | Calum Kennedy                                | 4:01 |
| 10.   | Quest                   | A. Stivell                                                            | domaine public                               | 4:10 |
| 11.   | An Advod                | A. Stivell                                                            | A. Stivell                                   | 2:34 |
| 12.   | Horses on the hill      | texte breton Arthur's March du Barzaz Breiz, texte anglais A. Stivell | A. Stivell, Donatien Laurent                 | 5:22 |
| 13.   | Strink ar Graal         | A. Stivell (sur une idée de Francis Lalanne)                          | A. Stivell                                   | 4:40 |
| 14.   | From Avallac'h          |                                                                       | trad., arr. A. Stivell                       | 3:40 |
| 15.   | Gaelic tribes gathering |                                                                       | A. Stivell                                   | 3:03 |
| 16.   | The return (Hymn II)    | A. Stivell                                                            | A. Stivell / trad. irlandais, arr. A.Stivell | 5:25 |
| 59:21 |                         |                                                                       |                                              |      |

### Crédits

#### Équipe artistique
- Alan Stivell : chant, harpes celtiques (cordes nylon, électrique à cordes métalliques), cornemuse écossaise, bombarde, flûtes, claviers
- Gervay Brio : programmation, guitare originales
- Neil Ferguson : programmation, guitare (5, 10-16)
- Frederick Rousseau, Jean-Noël Chaléat : programmation, claviers
- Charlie Morgan : batterie (4)
- Mike Bedford : batterie (5, 11, 12, 14, 16)
- John Giblin : basse (4, 7)
- Marcus Cliffe : basse (5, 11, 12, 14, 16)
- Patrice Tison (7) , Kevin Dempsey (12, 14, 16) : guitares
- Chris Leslie : violon
- Colin Bell, Polly Bolton : chant
- Troy Donockley : pib-uillean (cornemuse irlandaise), low whistle (flûte irlandaise)
- Paul Brook : percussions
- Will Jackson : claviers
- Gwenvael Cochevelou et Skol Diwan St Brieg : chœurs (7)

#### Équipe technique
- Production et arrangements : Alan Stivell (Keltia III)
- Pre-production et pré-arrangements : Gervay Brio (Gervay Brio Music)
- Enregistrement : Studio MEGA (Hauts-de-Seine, France) et Woodlands Studios (Angleterre)
- Prise de son et mixage : Philippe Colonna et Neil Ferguson
- Photos : Noël Quidu